# Oleg Pashinin
Oleg Alekseyevich Pashinin - em russo, Олег Алексеевич Пашинин (Degtyanka, 12 de setembro de 1974) é um ex-futebolista e treinador de futebol russo naturalizado uzbeque que atuava como zagueiro. É atualmente auxiliar-técnico do Lokomotiv Moscou.

## Carreira
Jogou praticamente toda a carreira no Lokomotiv Moscou, tendo participado de 8 títulos da equipe. A única experiência fora do Loko foi um empréstimo ao Sanfrecce Hiroshima do Japão, onde jogou 12 partidas em 2001, com 2 gols marcados. Sua última temporada foi em 2007, mas ele disputou apenas 3 jogos. Em janeiro de 2008, fora dos planos do Lokomotiv, Pashinin anunciou sua aposentadoria.
Também defendeu a seleção do Uzbequistão, realizando 11 partidas pelo país asiático entre 2001 e 2005.

## Carreira de treinador
Em 2009, voltou ao Lokomotiv para trabalhar como auxiliar-técnico no time reserva, além de ter exercido o cargo de preparador físico na equipe principal até 2011, quando retomou sua função anterior.
Seu primeiro clube como técnico principal foi o Khimik Dzerzhinsk, em 2014, e no mesmo ano regressou ao Lokomotiv para trabalhar como auxiliar-técnico - em 2016, foi técnico interino por um curto período até a chegada de Yuri Syomin.

## Títulos
Lokomotiv Moscou
- Campeonato Russo
  - 2 títulos (2002, 2004)
- Copa da Rússia
  - 5 títulos (1995/96, 1996/97, 1999/00, 2000/01, 2006/07)
- Supercopa da Rússia
  - 2 títulos (2003, 2005)

Uzbequistão
- Copa da CEI
- 1 título (2005)

## Links
- Oleg Pashinin em National-Football-Teams.com